# Glossotrophia terminata
Glossotrophia terminata är en fjärilsart som beskrevs av Edward P. Wiltshire 1966. Glossotrophia terminata ingår i släktet Glossotrophia och familjen mätare. Inga underarter finns listade i Catalogue of Life.